# Coldrain
coldrain(콜드레인)은 일본의 라우드 록 밴드이다. 2007년에 나고야에서 결성되었다.

## 개요
라우드 록, 메탈을 기본으로 하드코어, 이모코어, 스크리모 등의 스타일이 가미된 음악을 선보이는 밴드이다. 공식 사이트에서는 멜로디어스 라운드 록 밴드라 지칭하고 있다.

## 약력
- 2007년
  - Masato, Katsuma을 중심으로 나고야에서 5인조 멤버로 결성하였다.
- 2008년
  - 11월 5일, Vap을 통해 1집 맥시 싱글 『Fiction』을 발표해 메이저에 데뷔한다.
- 2009년
  - 4월 5일, 2집 맥시 싱글 『8AM』을 발표, 주제곡 『8AM』 CD 발매에 앞 서, TV 애니메이션 『더 파이팅 New Challenger』의 마무리 곡으로 쓰였다.[2]
  - 8월 7일, 서머소닉 2009 오사카에 참가하였다.[3]
  - 10월 28일, 1집 앨범 『Final Destination』을 발표한다.
- 2010년
  - 4월 4일, PUNKSPRING 2010에 참가. 6월 23일에는 미니 앨범 『Nothing lasts forever』을 발표한다. 이 미니 앨범에 수록된 『We're not alone』은 TV 애니메이션 『RAINBOW 2사 6방의 7인』의 여는 곡으로 사용되었으며[4], 『Die tomorrow』은 TV 게임 『World Soccer Winning Eleven 2011』에 수록되기도 했다.
  - 7월, 교토대작전(京都大作戦)에 참가.
- 2011년
  - 1월, 신 앨범 발표를 앞 두고 일본 전국 투어 『The Enemy Inside Tour 2011』을 가졌다.
  - 2월 9일에 발표한 쿠로유메의 트리뷰트 앨범 『FUCK THE BORDER LINE』에는 『CHANDLER』의 커버로 참가한다.
  - 2월 16일, 2집 앨범 『The Enemy Inside』을 발표, 6월에는 보컬인 Masato가 우에다 타케시(上田剛士)를 중심으로 한 동일본대지진 부흥 지원 프로젝트 『AA= AiD 보관됨 2012-06-16 - 웨이백 머신』에 참가한다. 7월 1일에 AA= AiD의 공식 홈페이지 보관됨 2012-06-16 - 웨이백 머신에서 AA= AiD의 곡 『We're not alone』의 무료 다운로드 개시되었다.[5]. 8월 3일에는 『We're not alone』의 뮤직 비디오가 YouTube에 공개되었다.[6]
  - 12월 7일, 밴드 결성 처음으로 라이브 DVD『THREE DAYS OF ADRENALINE』을 발표하였다.
- 2012년
  - 4월 3일, SiM, HEY-SMITH와의 일본 전국 트리플 맨투어 『TRIPLE AXE TOUR '12』의 모든 공연 티켓이 매진되었다[7]
  - 4월 13일, BIOHAZARD Operation Raccoon City의 CM 송으로 신곡 『No Escape』가 제공하기로 결정되었다[8].
  - 5월 5일 「COMIN'KOBE12」 출연.
  - 5월 11일 「ROTTENGRAFFTY TOUR 2012 "GOLD "TOUR FINAL」출연.
  - 5월 17일 「10-FEET "どこ行く年!どないすん年!" TOUR 2012」 출연.
  - 7월 4일 2nd 미니 앨범 「Through Clarity」를 발표했다. 프로듀서로서 David Bendeth를 맞이하여, 미국에서 레코딩 되었다.
  - 7월 18일 「PUNKLOID × RED LINE TAG FES NO BLUR CIRCUIT 2012」 출연.
  - 8월 1일, 드러머 Katsuma가 선천성 지병 치료에 전념하기 위해 활동 중단한다고 발표했다. Katsuma가 없는 동안에는 ZAX (Pay money To my Pain), Tatsu (Crossfaith), YOUTH-K !!! (BPM13GROOVE)들이 서포트 드러머로 참여하였다.
  - 8월 3일 「ROCK IN JAPAN FESTIVAL 2012」출연.
  - 8월 10일 「RISING SUN ROCK FESTIVAL 2012 in EZO」 출연.
  - 8월 18일 - 19일, "SUMMER SONIC 2012」 출연.
  - 8월 26일 「MONSTER baSH 2012」 출연.
  - 9월 1일 「TREASURE05X 2012 ~dancing colorz~」 출연.
  - 9월 14일 ~ 28 일 라이브 투어 「Through Clarity Tour 2012」 개최.
  - 11월 4 일 히로시마 경제 대학 제45회 「朔大祭」에서, 맥시멈 더 호르몬 과 투맨 라이브를 실시한다. 또한 이 라이브에서 Katsuma가 복귀하였다.

## 구성원
Masato (마사토) / 보컬
- 일본인 아버지와 미국인 어머니 사이에 태어나[9] 일본어와 영어 모두 구사 가능하다[10][11]
- 전곡의 작사를 담당하고 있다. 전곡이 영어인 이유도 이 때문이다.

Y.K.C (요코치) / 기타
- 대부분의 곡을 작곡한다.

Sugi (스기) / 기타, 보컬
RxYxO (료) / 베이스, 보컬
Katsuma (카츠마) / 드럼

## 음반 정보

### 싱글
|     | 발매일          | 제목    | 음반번호                               |
| 1st | 2008년 11월 5일 | Fiction | VPCC-82268                             |
| 2nd | 2009년 4월 5일  | 8AM     | VPCC-82633                             |
| 3rd | 2016년 8월 17일 | VENA II | VPCC-82661(CD+DVD) VPCC-82341(CD only) |

### 앨범
|     | 발매일           | 제목              | 음반번호   |
| 1st | 2009년 10월 28일 | Final Destination | VPCC-81647 |
| 2nd | 2011년 2월 16일  | The Enemy Inside  | VPCC-81698 |
| 3rd | 2013년 4월 17일  | THE REVELATION    | VPCC-81765 |
| 4th | 2015년 10월 21일 | VENA              | VPCC-81851 |
| 5th | 2017년 10월 11일 | FATELESS          | WPCL-12764 |

### 미니 앨범
|     | 발매일          | 제목                  | 음반번호   |
| 1st | 2010년 6월 23일 | Nothing Lasts Forever | VPCC-81675 |
| 2nd | 2012년 7월 4일  | Through Clarity       | VPCC-81737 |
| 3rd | 2014년 6월 18일 | Until the End         | VPCC-81808 |

### 영상 작품
|     | 발매일          | 제목                     | 음반번호 |
| 1st | 2011년 12월 7일 | THREE DAYS OF ADRENALINE | VPBQ-19071 (DVD) |
| 2nd | 2014년 4월 30일 | EVOLVE                   | VPBQ-19090 (DVD) VPXQ-79004 (Blu-ray)                                                                                        |
| 3rd | 2018년 9월 26일 | 20180206 LIVE AT BUDOKAN | WPZL-90171~73 (DVD - 초회한정반) WPBL-90482 (DVD - 통상반) WPZL-90163~65 (Blu-ray - 초회한정반) WPXL-90185 (Blu-ray -통상반) |

### 참가 작품
| 발매일          | 제목                                          | 수록곡                    | 음반번호   |
| 2009년 5월 22일 | 더 파이팅 New Challenger 오리지널 사운드 트랙 | 8AM (TV SIZE)             | VPCG-84893 |
| 2010년 7월 23일 | RAINBOW 2사 6방의 7인 오리지널 사운드 트랙    | We're not alone (TV SIZE) | VPCG-84904 |
| 2011년 2월 9일  | FUCK THE BORDER LINE                          | CHANDLER                  | AVCD-38206 |
| --------------- | --------------------------------------------- | ------------------------- | ---------- |

## 보충 설명
1. ↑  “coldrain | 공식 홈페이지”. 2011년 8월 9일에 원본 문서에서 보존된 문서. 2012년 6월 27일에 확인함.
2. ↑  더 파이팅 New Challenger
3. ↑  “coldrain | LINEUP | SUMMER SONIC 09”. 2016년 3월 8일에 원본 문서에서 보존된 문서. 2012년 6월 27일에 확인함.
4. ↑  “여는 곡 | RAINBOW 2사 6방의 7인”. 2016년 3월 4일에 원본 문서에서 보존된 문서. 2012년 6월 27일에 확인함.
5. ↑  “AA= AiD”. 2012년 6월 16일에 원본 문서에서 보존된 문서. 2012년 6월 27일에 확인함.
6. ↑  AA= AiD - We're not alone - YouTube
7. ↑  “TRIPLE AXE TOUR '12 OFFICIAL WEB SITE”. 2012년 4월 21일에 확인함.
8. ↑  “coldrain、『BIOHAZARD Operation Raccoon City』 CM송 결정!”. 게키록. 2012년 4월 21일에 확인함. 다음 글자 무시됨: ‘ 게키록 뉴스’ (도움말)
9. ↑  -이종 격투기 대담-Ring【round2】제14회／Masato(coldrain) (2) / BARKS 특집
10. ↑  -이종 격투기 대담-Ring【round2】제 14회／Masato(coldrain) (2) / BARKS 특집
11. ↑  YouTube - coldrain 영상 메시지